# Moskiewska pożyczka
Moskiewska pożyczka – potoczna nazwa transakcji finansowej przekazania 1,2 mln dolarów amerykańskich przez KPZR na rzecz PZPR w styczniu 1990 roku, a także procedury jej zwrotu. Operację tę koordynowali ze strony PZPR Mieczysław Rakowski oraz Leszek Miller.
Według akt śledztwa, odtajnionych w 2006 roku, z inicjatywą pożyczenia pieniędzy miał wyjść Mieczysław Rakowski i miała być według niego przeznaczona „na utrzymanie agend PZPR i jej personelu”. Pieniądze zostały przekazane Rakowskiemu w gotówce w styczniu 1990. Według strony rosyjskiej pożyczka miała być przeznaczona na finansowanie SdRP i Trybuny, pochodziła z zasobów KGB, zaś Rakowski miał pożyczkę zwrócić „po roku, po zorganizowaniu działalności komercyjnej partii”. Z całej sumy kwota 300 tys. dolarów miała zostać ostatecznie wykorzystana na założenie Trybuny, 200 tys. na odprawy dla pracowników PZPR, 500 tys. zwrócone Rosjanom, zaś 200 tys. „puszczone w obieg, aby z tytułu otrzymywanych dochodów wypłacić dług ratami”. Środki zasiliły liczne spółki nomenklaturowe obsadzone głównie działaczami SdRP („Agencja Gospodarcza”, „Gravicot”, „Servicus”). W 1990 roku część pieniędzy z pożyczki trafiła także do Jerzego Urbana.

## Wyniki śledztwa
Wobec faktu, iż transakcja przekazania środków finansowych przez polski podmiot na rzecz zagranicznego podmiotu (w ramach zwrotu tzw. pożyczki) wypełniać mogła znamiona przestępstwa, zgodnie z prawem dewizowym zostało wszczęte w tym zakresie postępowanie przygotowawcze.
Prokurator zarzucał Millerowi, że w listopadzie 1990 r. pośredniczył w zwrocie 600 tys. dolarów bez wymaganego zezwolenia dewizowego; Rakowskiemu zaś, że przyjął nieoprocentowany kredyt bez zezwolenia. Miller twierdził, że połowa kwoty została zwrócona Rosjanom przez Rakowskiego jesienią 1990 roku, a druga część w styczniu następnego roku.
W 1993 prokurator Jerzy Regulski umorzył postępowanie, wcześniej uczynił to prokurator Zbigniew Goszczyński, uzasadniając to „znikomym stopniem niebezpieczeństwa czynu” w odniesieniu do Rakowskiego i „braku dowodów winy” w odniesieniu do Millera. Wykonanie umorzenia wstrzymał prokurator nadzorujący Jerzy Zientek. Sprawę zasadności zakończenia śledztwa rozstrzygnął Sąd Wojewódzki w Warszawie, który pod koniec września 1994 roku orzekł w postanowieniu, że umorzenie postępowania było zgodne z prawem. Minister sprawiedliwości Jerzy Jaskiernia (SdRP) nie wniósł środka odwoławczego i postanowienie stało się prawomocne w 1994 roku.
W 2004 roku poseł Zbigniew Ziobro zwrócił się do ministra sprawiedliwości Grzegorza Kurczuka o odtajnienie akt śledztwa, a po jego odmowie Ziobro już jako minister sprawiedliwości doprowadził 20 maja 2006 do upublicznienia jawnych dokumentów tej sprawy.

## Komentarze polityczne
Ugrupowania polityczne opozycyjne do SLD zarzucały prokuratorom, że na umorzenie prowadzonego postępowania karnego wpływ miało zwycięstwo w wyborach parlamentarnych SdRP w 1993 i powstanie koalicyjnego rządu z udziałem tej partii.
Według niektórych źródeł pieniądze zostały wykorzystane do zorganizowania zjazdu założycielskiego oraz zrębów SdRP, utworzenia Trybuny. Podjęte śledztwo nie potwierdziło tych doniesień.